# San Pedro Apóstol (Córdoba)

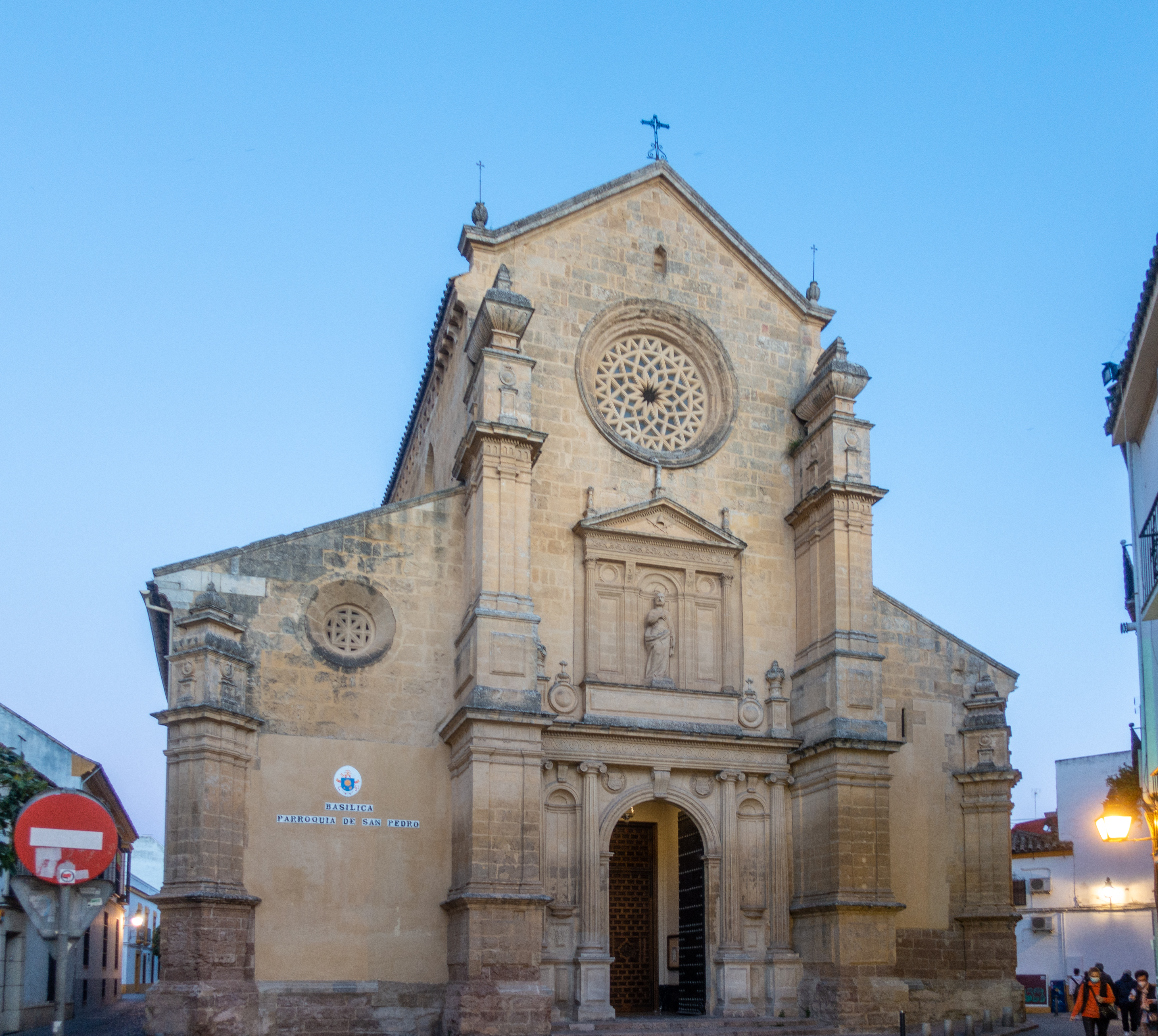
Basílica Menor de San Pedro

Die Basilika San Pedro Apóstol ist eine römisch-katholische Kirche in Córdoba in Andalusien, Spanien. Die Pfarrkirche des Bistums Córdoba hat den Rang einer Basilica minor. Die Kirche ist eine der so genannten Fernandischen-Kirchen und wurde nach der Belagerung von Córdoba errichtet. Sie ist als Bien de Interés Cultural denkmalgeschützt.

## Geschichte

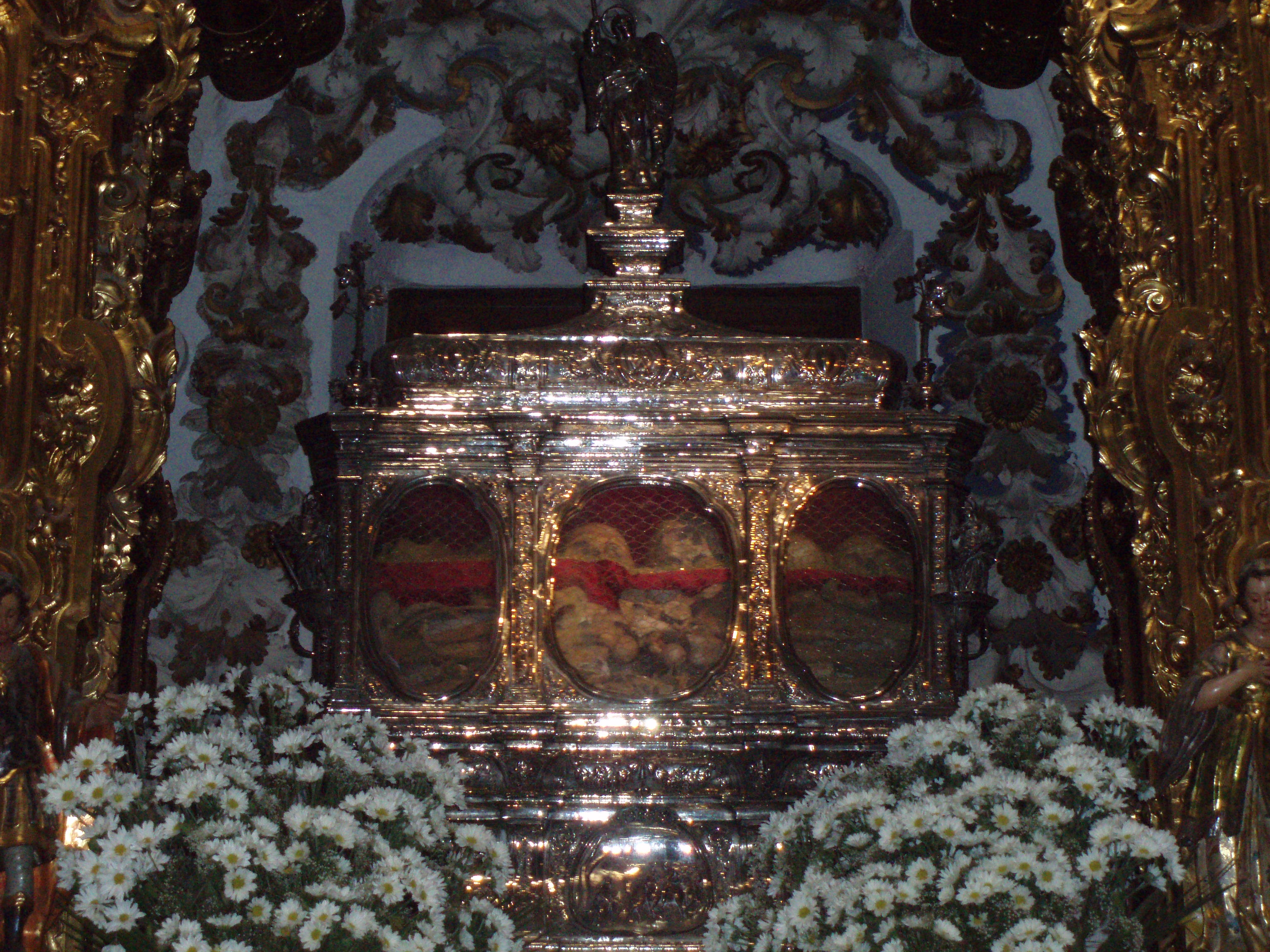
Altar der Märtyrer von Córdoba

An dieser Stelle wurde im 4. Jahrhundert nachweislich eine Kirche errichtet, in der die sterblichen Überreste der Märtyrer Januarius, Martialus und Faustus aus Córdoba aufbewahrt wurden. Jahrhunderte später, nach der Eroberung Córdobas durch Ferdinand III., wurde zwischen dem Ende des 12. und dem Beginn des 14. Jahrhunderts auf der alten Kirchenruine eine dem hl. Petrus gewidmete Kirche errichtet.
Obwohl es sich um eine der von Ferdinand III. dem Heiligen gegründeten Kirchen handelt, weist die dreischiffige Basilika nicht die für die Erbauungszeit typischen Merkmale des romanisch-gotischen Übergangsstils auf, sondern ist das Ergebnis zahlreicher Veränderungen zur Renaissance und zum Barock, die sie erfahren hat.
Zwei der mittelalterlichen Portale sind noch erhalten, ebenso wie ein Teil des Turms, in dem sich der Mudéjar-Stil widerspiegelt. Hernán Ruiz II. ließ 1542 aufgrund des schlechten Zustands des ursprünglichen Portals ein neues errichten. Im Jahr 1575 wurden im Untergeschoss der Kirche die Überreste der Märtyrer von Córdoba gefunden. Im Inneren sind das Altarbild der Kapelle der Heiligen Märtyrer von Alonso Gómez de Sandoval, das 1742 begonnen wurde, und das Hauptaltarbild von Félix de Morales zu erwähnen.
Ende des 19. Jahrhunderts plante der Stadtarchitekt Pedro Nolasco Meléndez den Bau einiger an die Kirche angebauter Räume.
Im Jahr 1986 wurde die Kirche für Renovierungsarbeiten geschlossen, die zwar begonnen, aber bald wieder abgebrochen wurden. Im Jahr 1993 lösten sich mehrere Elemente der Gesimse. Im Jahr 1994 unterzeichneten die Consejería de Cultura de la Junta de Andalucía und das Bistum eine Vereinbarung über den Abschluss der Arbeiten, und die Kirche wurde 1996 wiedereröffnet.
Im Jahr 2006 erhob Papst Benedikt XVI. die Kirche in den Rang einer Basilica minor.